# L'amour toujours II
L'amour toujours II, pubblicato nel 2004, è un album del dj italiano Gigi D'Agostino.

## Il disco
L'album è composto da una raccolta di 30 brani divisi in due cd. Il primo è formato da brani melodiosi, mentre il secondo da pezzi con ritmi più forti.
Il cd è accompagnato da un piccolo libretto contenente alcune foto, dediche e frasi dell'artista, oltre che ai testi di alcune canzoni.

## Tracce

### CD 1
1. Welcome to Paradise [Gigi d'Agostino's Way] (Gigi D'Agostino)
2. Angel [Gigi d'Agostino's Way] (Gigi D'Agostino)
3. Total Care [Vision 2] (Gigi D'Agostino)
4. Wellfare [Elettro Gigi Dag] (Gigi D'Agostino)
5. The Rain [Gigi d'Agostino's Way] (Gigi D'Agostino)
6. Together in a Dream (Gigi D'Agostino)
7. Goodnight [Gigi d'Agostino's Way] (Gigi D'Agostino)
8. I Wonder Why [Vision 5] (Gigi D'Agostino)
9. Sonata (Gigi D'Agostino)
10. Complex (Gigi D'Agostino)
11. Silence (To Comprehend the Conditioning) (Gigi D'Agostino)
12. Nothing Else (Gigi D'Agostino)
13. On Eagle's Wings (Michael Joncas)
14. L'amour toujours (I Wish Real Peace) (Gigi D'Agostino)
15. Another Way (In spiaggia al tramonto) (Gigi D'Agostino)

### CD 2
1. Canto do mar [Gigi d'Agostino Pescatore Mix] (Gigi D'Agostino)
2. Summer of Energy [Viaggio Mix] (Gigi D'Agostino featuring Datura)
3. Marcetta (Gigi D'Agostino)
4. Percorrendo [Gigi's Impression] (Gigi D'Agostino)
5. Gigi's Way (Andando altrove) (Gigi D'Agostino)
6. Tangology (Gigi D'Agostino)
7. Momento contento (Gigi D'Agostino)
8. Dance'n'roll (Gigi D'Agostino)
9. Paura e nobiltà [Ribadisco Mix] (Gigi D'Agostino)
10. Bolero (Gigi D'Agostino)
11. Angel [Elettro Gigi Dag] (Gigi D'Agostino)
12. The Rain [Vision 3] (Gigi D'Agostino)
13. Total Care [Elettro Gigi Dag] (Gigi D'Agostino)
14. Imagine [Gigi d'Agostino's Way] (Gigi D'Agostino)
15. Toccando le nuvole [Gigi's Impression] (Gigi D'Agostino)